# 211232 Kellykevin
211232 Kellykevin este o planetă minoră (asteroid) din centura de asteroizi. A fost descoperită pe 9 august 2002 la Observatorio de Cerro Tololo⁠(d) de Marc Buie⁠(d). 
Obiectul prezintă o orbită caracterizată de o semiaxă mare de 2,6008796146957 UAi, o excentricitate de 0,10102037106659, o înclinație de 8,7912633284139 ° în raport cu ecliptica.